# Naturschutzgebiet Waldbachtal

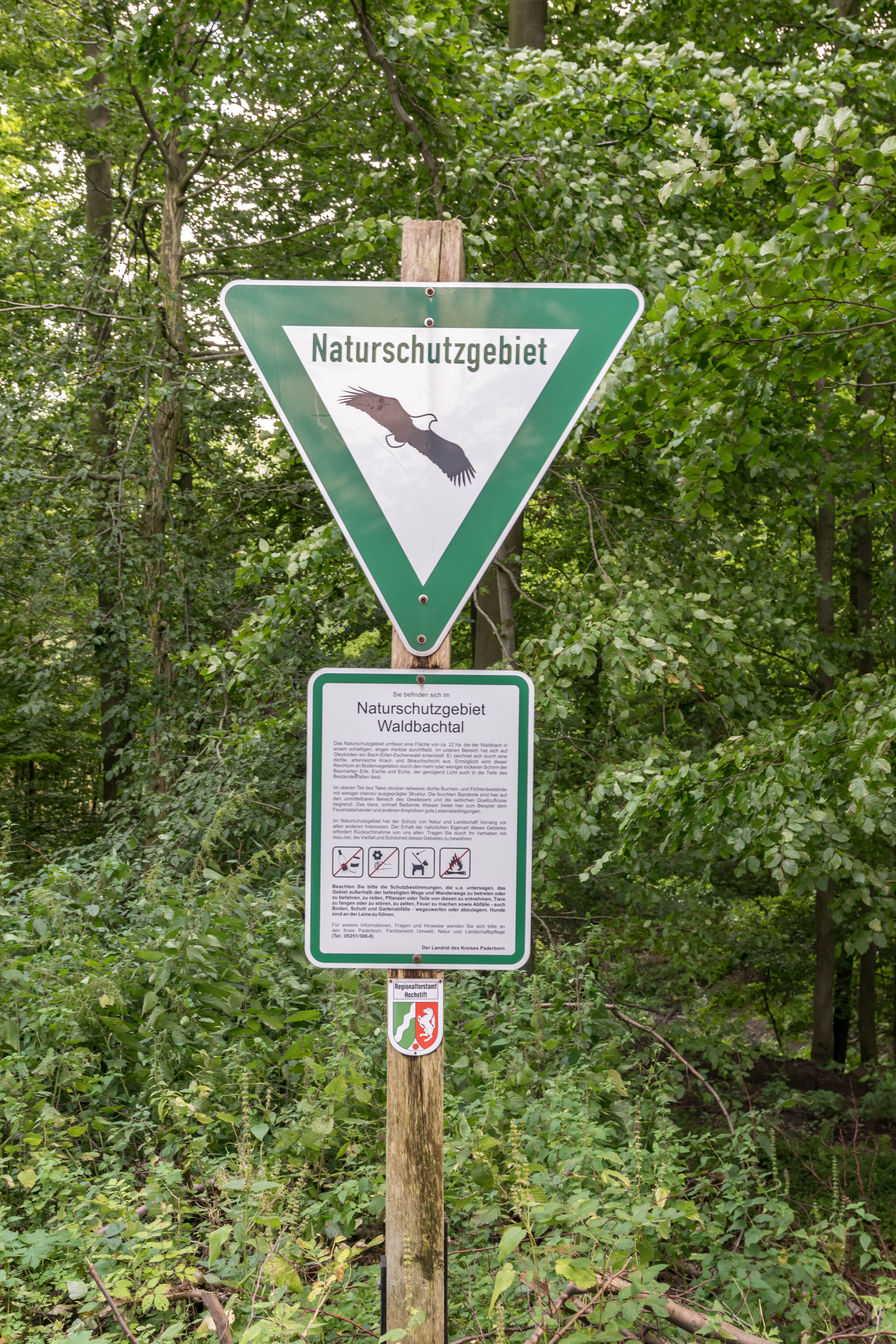
NSG-Schild

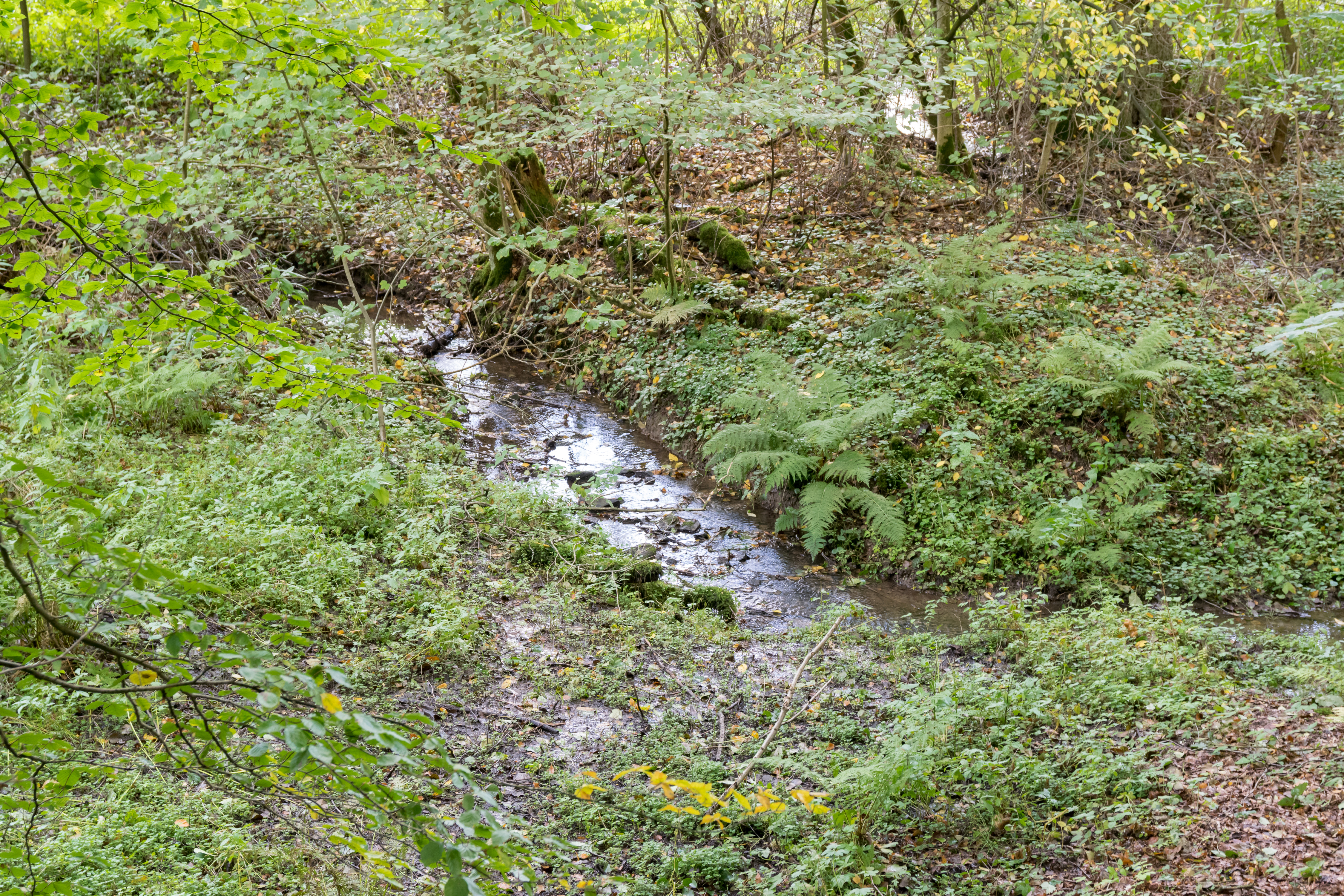
Waldbach

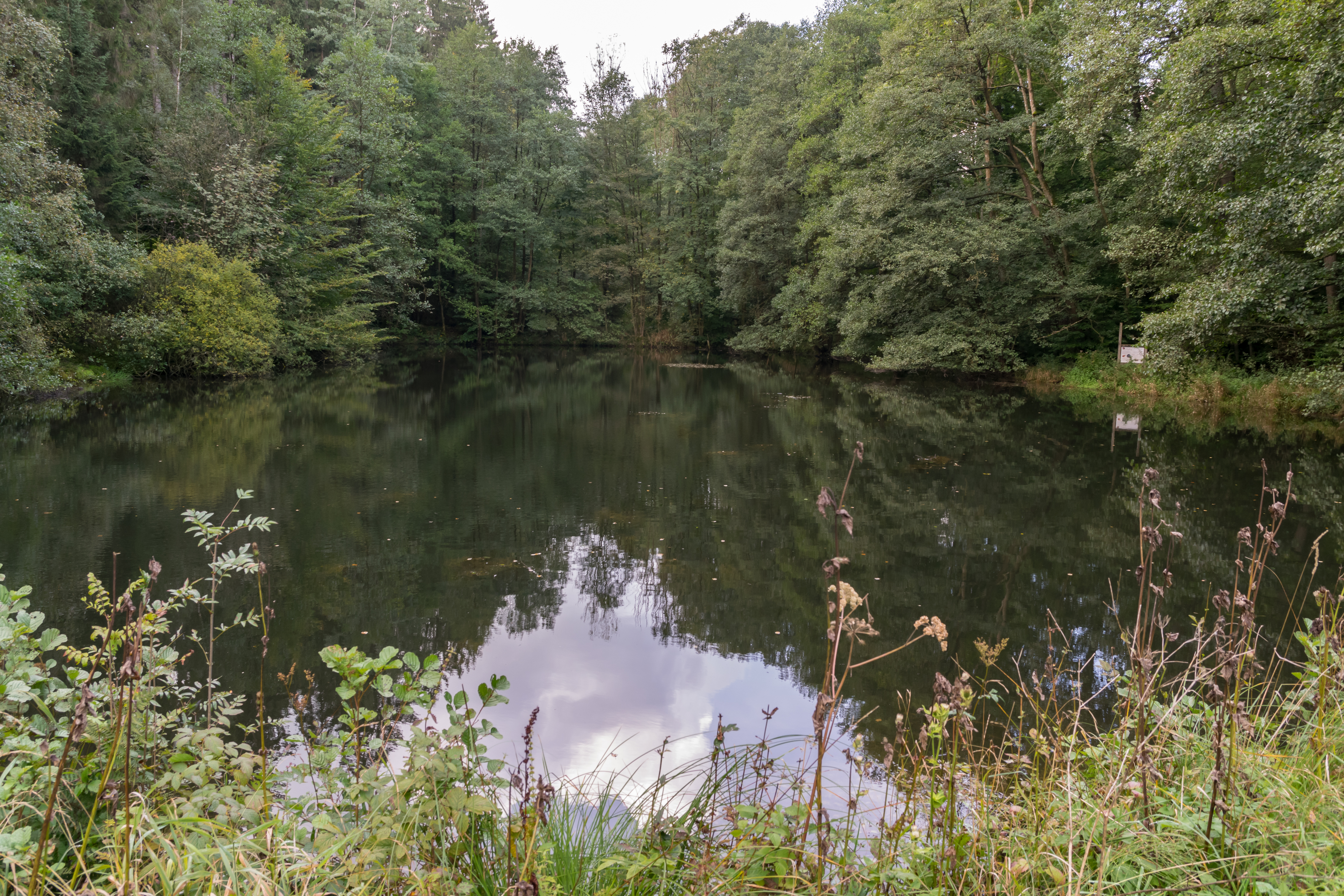
Teich im NSG

Das Naturschutzgebiet Waldbachtal mit 21,6 ha Flächengröße liegt im Stadtgebiet von Bad Wünnenberg im Kreis Paderborn. Das Naturschutzgebiet (NSG) wurde 1996 vom Kreistag mit dem Landschaftsplan Büren-Wünnenberg ausgewiesen. Das NSG liegt südlich von Bad Wünnenberg.

## Gebietsbeschreibung
Das NSG umfasst den Waldbach von der Quelle bis zum Forsthaus Waldbach und naturnahe Bach-Erlen-Eschenwaldbestände in einem Kerbtal auf Grauwacke Untergrund mit den an diesen Lebensraum gebundenen seltenen Tier- und Pflanzenarten. Der Bach-Erlen-Eschenwald weist eine lichte Baumschicht und eine dichte Krautschicht auf. Das klare und schnell fließende Wasser des Baches wird in mehreren Teichen einer Fischteichanlage beim Forsthaus Waldbach aufgestaut. Mehrere Forstwege mit entsprechenden Verrohrungen queren das Gewässer. Die Talhänge und der obere Talbereich sind mit Buchen unterschiedlicher Altersklassen und Fichten bestockt.